# Celaena japonica
Celaena japonica är en fjärilsart som beskrevs av John Henry Leech 1889. Celaena japonica ingår i släktet Celaena och familjen nattflyn. Inga underarter finns listade i Catalogue of Life.